# 参照クラス予測
参照クラス予測（さんしょうクラスよそく、英: Reference class forecasting）または比較クラス予測（ひかくクラスよそく）とは、過去の類似状況とその結果を参照して将来を予測する方法である。参照クラス予測の背後にある理論は、ダニエル・カーネマンとエイモス・トベルスキーによって開発された。この理論的研究により、カーネマンはノーベル経済学賞を受賞した。
参照クラス予測は、予測対象の計画された行動の結果を、その行動と類似した行動の実際の結果に基づいて予測することからその名がついている。
特定の状況を予測する際にどの参照クラスを使用するかについての議論は、参照クラス問題として知られている。

## 概要
カーネマンとトベルスキーは、人間の判断は一般的に過度の自信と結果の分布情報の不十分な考慮により、楽観的になることを発見した。
人々は計画された行動のコスト、完了時間、リスクを過小評価する傾向があるのに対し、同じ行動の利益は過大評価する傾向がある。このような誤りは、行為者が「内部視点」を取ることによって引き起こされる。内部視点では、すでに完了した類似の事業の実際の結果ではなく、特定の計画された行動の構成要素に焦点が当てられる。
カーネマンとトベルスキーは、分布情報（つまりリスク）の無視が、おそらく予測における主要な誤差の原因であると結論づけた。その基礎に基づき、彼らは予測者が「利用可能なすべての分布情報を活用しやすくするように予測問題をフレーム化するためにあらゆる努力をすべきである」と推奨した:416。予測対象のものと類似した以前の事業からの分布情報を使用することは、「外部視点」を取ることと呼ばれる。参照クラス予測は、計画された行動に対して外部視点を取るための方法である。
特定のプロジェクトの参照クラス予測には、以下の3つのステップが含まれる：
1. 過去の類似プロジェクトの参照クラスを特定する。
2. 予測される媒介変数について、選択された参照クラスの確率分布を確立する。
3. 特定のプロジェクトを参照クラス分布と比較し、特定のプロジェクトにとって最も可能性の高い結果を確立する。

## 参照クラス問題
参照クラス問題とは、特定の状況を予測する際にどの参照クラスを使用するかについての議論である。
例えば、心理学の教科書を書くのにどれくらい時間がかかるかを予測しようとする場合、参照クラス問題では、すべての本（外部視点に最も近い）、すべての教科書、またはすべての心理学の教科書（内部視点に最も近い）の平均をとるべきかどうかを議論することが含まれる。

## 政策と計画における実用的使用
カーネマンとトベルスキーが参照クラス予測の理論を開発したのに対し、フリブビョルクとCOWI（2004）は政策と計画での実用的な使用のための方法を開発し、2004年6月に運輸省 (イギリス)の公式ガイダンス文書として発表された。
実践における参照クラス予測の最初の事例はフリブビョルク（2006）に記述されている。この予測は、2004年10月にOve Arup and Partners Scotlandによって行われたエディンバラ・トラムライン2のビジネスケースレビューの一部であった。当時、プロジェクトの総コストは3億2000万ポンドと予測され、そのうち6400万ポンド（つまり25%）が不測の事態に割り当てられていた。新たに実施された参照クラス予測ガイドラインを用いて、Ove Arup and Partners Scotlandは総資本コストの80パーセンタイル値（つまり、予算内に収まる確率が80%）を4億ポンドと計算し、これは57%の不測の事態に相当した。同様に、彼らは50パーセンタイル値（つまり、予算内に収まる確率が50%）を3億5700万ポンドと計算し、これは40%の不測の事態に相当した。さらにレビューでは、ガイドラインでは建設決定時に上昇率を適用することが推奨されており、プロジェクトはまだその段階に達していなかったため、参照クラス予測は低すぎる可能性が高く、したがってこの初期ビジネスケース段階ではリスクが実質的に高くなると認められた。この基礎に基づき、レビューは予測コストが過小評価されている可能性があると結論づけた。エディンバラトラムライン2は2014年5月に3年遅れで開通し、最終的な費用は7億7600万ポンドで、これは2004年価格で6億2800万ポンドに相当する。
エディンバラの予測以来、参照クラス予測は、ロンドンの150億ポンド（290億米ドル）のクロスレールプロジェクトを含む、英国の他の多くのプロジェクトに適用されてきた。2004年以降、オランダ、デンマーク、スイスもさまざまな種類の参照クラス予測を実施している。
これより前の2001年（2011年に更新）に、AACE International（コスト工学の進歩のための協会）は、コスト見積もりの推奨実践（見積もり検証は参照クラス予測と同等であり、基本見積もりをベンチマークするための別個の経験に基づく評価を要求する）に明確なステップとして見積もり検証を含めた：

見積もりは、その適切さ、競争力を確認し、改善の機会を特定するために、企業および競合企業の過去の経験および/または過去の見積もりに対してベンチマークまたは検証されるか、比較されるべきである...検証は、見積もり準備に使用されるものとは異なる視点と異なる指標を用いて見積もりを調査する。

プロセス産業（例えば、石油・ガス、化学、鉱業、エネルギーなど、AACEのメンバーシップを支配する傾向がある）では、プロジェクトコスト見積もりを類似タイプの完了したプロジェクトの過去のコストに対してベンチマークする（つまり、「外部視点」）ことは、確率的情報を含めて長い歴史がある。参照クラス予測と競争的クラウドソーシングを組み合わせた方法であるHuman Forestも、ワクチンや治療法が臨床試験フェーズを通過する可能性を推定するためにライフサイエンスで使用されてきた。